# Ignacio Allende
Pour les articles homonymes, voir Allende.
Ignacio José de Allende y Unzaga, né le 21 janvier 1769 à San Miguel el Grande (de nos jours San Miguel de Allende) et mort le 26 juin 1811, est un militaire insurgé mexicain.

## Biographie
Son père était un commerçant prospère. En 1802, il est incorporé dans les troupes du vice-roi de Nouvelle-Espagne où il monte rapidement en grade.
En 1808, il commande le régiment de cavalerie d'élite Dragones de la Reina dans sa ville natale.
En 1809, il est surpris dans l'une des réunions clandestines contre  le gouvernement de Joseph Bonaparte  par les partisans de Ferdinand VII à Valladolid (de nos jours Morelia) mais il a la chance de ne pas être sanctionné. 
Il est invité à participer à la conspiration organisée par Miguel Domínguez et son épouse Josefa Ortiz de Domínguez dans la ville de Querétaro, où il rencontre le Père Miguel Hidalgo et le capitaine Juan Aldama. 
À l'origine, le mouvement doit être commandé par Allende et Aldama mais une trahison impose un changement de plan et c'est Hidalgo qui prend la tête de la rébellion et pousse le célèbre grito de Dolores. 
Les insurgés prennent la ville de San Miguel avec l'appui du régiment d'Allende. Le 22 septembre, Hidalgo est nommé officiellement capitaine général et Allende lieutenant général du soulèvement. Cinq jours plus tard, l'administration du Vice-roi qui est un partisan du gouvernement mis en place  par les français en Espagne  offre une récompense de 10 000 pesos pour qui permettra la capture ou l'élimination des chefs du mouvement insurrectionnel.
Après la défaite de la bataille du pont de Calderón, la hiérarchie du mouvement exige le remplacement de Hidalgo par Allende comme chef. 
Son armée décimée, il décide de marcher vers le nord pour réunir plus d'argent, d'armes et de troupes. À Acatita de Baján il est trahi par Ignacio Elizondo et avec les autres officiers de son armée est conduit à Chihuahua où il est jugé pour insubordination et fusillé le 26 juin 1811. Son corps est décapité, sa tête exposée sur le grenier public comme avertissement à la population. 
Ses restes seront placés en 1925 dans le mausolée situé à la base de l'Ángel de la Independencia à Mexico. Ils y côtoient ceux des autres héros de l'indépendance mexicaine: Juan Aldama, Nicolás Bravo, Vicente Guerrero, Miguel Hidalgo, José Mariano Jiménez, Mariano Matamoros, Francisco Javier Mina, José María Morelos, Andrés Quintana Roo, Leona Vicario et Guadalupe Victoria